# Andreas Pöder
Andreas Pöder (Meran, 6 d'abril de 1967) és un locutor de ràdio, publicista i polític sudtirolès, cap de la Union für Südtirol (UfS), amb el que és portaveu al Landtag del Tirol del Sud. Treballà com a locutor a Lana i el 1991 fou un dels fundadors de la Union für Südtirol amb Eva Klotz i Alfons Benedikter. A les eleccions legislatives italianes de 1996, tot i obtenir el 9,4% dels vots, no aconseguí ser escollit al Senat d'Itàlia. Sí que aconseguí ser escollit conseller provincial a les eleccions regionals de Trentino-Tirol del Sud de 1998 i de 2003.
El 2005 Pöder fou inscrit al registre dels investigats per istigació a l'odi racial. En particular, se l'acusa d'haver violat la llei Mancino per haver mostrat suport explícit a l'organització neonazi Südtiroler Kameradschaftsring.

L'acusació a Pöder fou possible gràcies a la intervenció d'una conversa telefònica en la que es felicitava amb un dels membres de l'organització neonazi per l'agressió a un membre de la comunitat jueva. Per aquest fet ha estat apartat del partit i la seva companya Eva Klotz el va criticar i condemnat públicament.
Durant el congrés del partit el 2007, Pöder va presentar una moció per a recuperar el poder en el partit, que va guanyar per una exígua minoria, cosa que marginaria l'altra dirigent, Eva Klotz, qui aleshores va abandona el partit per a fundar el Süd-Tiroler Freiheit. A les Eleccions regionals de Trentino-Tirol del Sud de 2008 tornà a ser elegit conseller regional, tot i la pèrdua de vots.